# Кларетинцы
Кларети́нцы, Кларети́ны (лат.  Congregatio Missionariorum Filiorum Immaculati Cordis Beatae Mariae Virginis,  CMF) — монашеская конгрегация Римско-католической церкви, основанная в 1849 году в Каталонии.
Конгрегация названа по имени основателя — святого Антония Марии Кларета.
Официально кларетинцы были утверждены Ватиканом в 1870 году.

## Организация
В 2014 году в конгрегации состояли 3056 монаха, из них 2182 священника, 478 обителей в 56 странах. Кларетинцам принадлежат 11 издательств, 6 центров радио и телевещания и 3 богословских института — в Мадриде, Риме и Маниле. Кларетинцы издают 20 журналов.
Главная задача конгрегации — миссионерская деятельность, изучение богословия, катехизационная работа и работа в приходах. Кларетинцы готовят катехизаторов, преподают богословие в семинариях, ведут активную просветительскую работу через средства массовой информации. Одно из основных направлений деятельности конгрегации — подготовка богословов и специалистов по каноническому праву.
В России кларетинцы окормляют католические приходы в Красноярском крае, Братске и Мурманске. Есть община конгрегации в Санкт-Петербурге.

## Женская ветвь
Существует две женские конгрегации, связанные духовностью с кларетинцами, которых называют кларетинками.
- Миссионерки-кларетинки Непорочной Девы Марии, RMI основаны Антонием Марией Кларетом в 1855 году и насчитывают ныне 554 сестры.
- Миссионерки св. Антония Марии Кларета, MC основаны в 1958 году в Бразилии и насчитывают сейчас 341 монахиню.